# 野馬奉行
野馬奉行（のまぶぎょう）は、江戸幕府が下総国葛飾郡を中心とした地域に設置した小金牧に置いた牧士の長。御家人の綿貫氏によって世襲され、小金牧の管理業務及び年1回実施される牧内の野馬を捕らえる野馬捕（のまどり）を差配するとともに、佐倉牧や峯岡牧の管理にも関わった。役高は30俵高。

## 概要
『千葉縣東葛飾郡誌』には、慶長年間に牧士頭として職制が設けられ、享保7年に野馬奉行の名目になったとある。記述は明治39年1月1日に千葉毎日新聞に掲載された小金中野牧の牧士の子孫で、貴族院議員も務めた三橋彌の記事を再録したものである『千葉縣東葛飾郡誌』と三橋家文書を基にした後の研究も多い。
綿貫氏の由緒書によれば、慶長年間に綿貫重右衛門が徳川家康から野馬奉行に任じられ、以後代々世襲して重右衛門・夏右衛門などを名乗ったとされている。
しかし、慶長19年（1614年）以後に登場する「小金領野馬売付帳」と呼ばれる野馬の捕獲と売却に関する史料には綿貫十右衛門（重右衛門と同一とみられる）が「伯楽」として記載され署名にも加わっており、野馬奉行の称号が存在しなかったことが分かる。
次に小金牧の牧士の末裔とみられる三橋氏に伝えられる「従野馬始之野方万控」には元禄年間に関東郡代伊奈氏が地元で手習いを教えていた綿貫氏を小金厩の書役に任じて召馬預を務めていた諏訪部氏の下に配属して扶持は米ではなく捕馬で支給されたこと、享保2年（1717年）になって綿貫氏は御家人として書役から厩預となり名字帯刀御免の上5人扶持が与えられて小金牧の管理に加え、佐倉牧の捕馬の立会の職務も行ったこと、享保16年（1731年）になって初めて野馬奉行に任じられて30俵が与えられたこと、その背景には老中土井因幡守の家臣の子である十内（のち宇右衛門）が綿貫夏右衛門の婿養子に入ったことがきっかけとなったことが記されている。また、宝暦年間に綿貫氏の役所は「厩役所」と称されたという。享保2年以後に綿貫氏が厩預であったことや佐倉牧の捕馬の立会人であった事実は他の史料からも確認が可能であるものの、元禄期以前の記述は史料と矛盾しており、また綿貫氏の由緒書によれば宇右衛門の実父は同じ老中の戸田山城守（戸田忠真）の家臣である。
その後、佐倉藩・佐倉牧の研究で知られた篠丸頼彦が生前集めた古文書の中に安永年間に書写された「綿貫十右衛門綿貫平内并佐倉牧士四人之御切米并御扶持方御代官江御断御証文之写」と呼ばれる一連の文書の存在が明らかになり、享保9年（1724年）4月に当時小金牧を支配していた代官小宮山昌世が「総州小金 綿貫十右衛門」に対して支配地の御物成から切米30俵を与えたこと、同16年3月に「小金野馬奉行 綿貫平内」に対して先に死去した養父十右衛門と同じ切米30俵を与えることが記されていた。享保8年（1723年）5月まで綿貫平内の実父の主君・戸田忠真が老中であったこと（綿貫氏の取り立てが享保9年に突然決定されたとは考えにくく、戸田忠真の意向が介在する余地がある）、綿貫氏の由緒書に享保15年に綿貫夏右衛門が死去して宇右衛門（平内）が継承したことが記されていることから、文書中の綿貫十右衛門を夏右衛門の別名乗りと考えれば「従野馬始之野方万控」の記述は一部誤りがあるもののほぼ事実を記していると考えられるようになった。これによって、綿貫平内改め宇右衛門が初代の野馬奉行であったこと、その成立が享保16年のことであったとする説が有力となった。
しかし、徳川幕府の公日記である『柳営日次記』の元禄9年（1696）12月9日条に、綿貫十右衛門・宇右衛門親子が「小金佐倉野馬奉行」として書かれていることも指摘され、野馬奉行の成立時期についてはいまだはっきりしていない。
野馬奉行は、寛政5年（1793年）に小金牧の管轄が小納戸頭取に移るとともに、小納戸頭取野馬掛配下に移る。天保11年（1840年）に鳥見格とされ、幕末まで続いた。

## 綿貫氏
『千葉縣東葛飾郡誌』の綿貫氏に関する記述の要約を示す。
野馬奉行綿貫氏は、千葉介昌胤より出た政胤が初代である、政胤は月見里（ヤマナシ）五郎と称していたが、次の政家が綿貫重右衛門と改め、野馬奉行兼牧士支配となった。中興した十二代政直夏右衛門の墓碑銘に綿貫氏の由来として、政家が4月1日、江戸表で徳川家康直々に野馬奉行兼牧士支配へ任命され、袷を着るべき時季に袷がなく、綿を抜いた綿入れを着て来たため、家康の命で、氏を綿貫と改め四月朔と号した。
政直は1845年（弘化）没であり、ワタヌキの話は後世の創作の可能性が指摘されており、上記の史実と反する「野馬奉行」の呼称も1755（宝暦5）年提出の綿貫氏『由緒書』等の影響による後世の呼称と考えられる。